# Aborigen
De Aborigen (Russisch: Абориген; "inheems") of Aborigenberg (Пик Абориген; Pik Aborigen) is met een hoogte van 2286 meter de hoogste berg van het zuidelijk Tsjerskigebergte in het Oost-Siberisch Bergland. Het hoogste punt van het Tsjerskigebergte is echter de Gora Pobeda.
De Aborigen bevindt zich in de Balogosjanketen op ongeveer 500 kilometer ten zuiden van de Noordpoolcirkel.